# 2. Fußball-Bundesliga 2017-2018
La 2. Fußball-Bundesliga 2017-2018 è stata la 44ª edizione del secondo livello del campionato di calcio tedesco. La stagione è iniziata il 28 luglio 2017 ed è terminata il 13 maggio 2018.

## Squadre 2017-2018

### Promozioni e retrocessioni
| Promosse dalla 3. Liga                 | Retrocesse dalla Bundesliga | Promosse in Bundesliga | Retrocesse in 3. Liga         | Retrocessa in Regionalliga |
| -------------------------------------- | --------------------------- | ---------------------- | ----------------------------- | -------------------------- |
| Duisburg Holstein Kiel Jahn Regensburg | Ingolstadt Darmstadt        | Stoccarda Hannover 96  | Würzburger Kickers Karlsruher | Monaco 1860                |

### Stadi e città
| Squadra                | Città                   | Stadio                         |
| ---------------------- | ----------------------- | ------------------------------ |
| Arminia Bielefeld      | Bielefeld               | SchücoArena                    |
| Bochum                 | Bochum                  | Rewirpowerstadion              |
| Darmstadt              | Darmstadt               | Merck-Stadion am Böllenfalltor |
| Dinamo Dresda          | Dresda                  | Glücksgas-Stadion              |
| Duisburg               | Duisburg                | Schauinsland-Reisen-Arena      |
| Eintracht Braunschweig | Braunschweig            | Eintracht-Stadion              |
| Erzgebirge Aue         | Aue                     | Erzgebirgsstadion              |
| Fortuna Düsseldorf     | Düsseldorf              | Esprit Arena                   |
| Greuther Fürth         | Fürth                   | Trolli Arena                   |
| Heidenheim             | Heidenheim an der Brenz | Voith-Arena                    |
| Holstein Kiel          | Kiel                    | Holstein-Stadion               |
| Ingolstadt 04          | Ingolstadt              | Audi Sportpark                 |
| Kaiserslautern         | Kaiserslautern          | Fritz Walter Stadion           |
| Norimberga             | Norimberga              | Stadion Nürnberg               |
| Jahn Ratisbona         | Ratisbona               | Continental Arena              |
| Sandhausen             | Sandhausen              | Hardtwaldstadion               |
| St. Pauli              | Amburgo                 | Millerntor-Stadion             |
| Union Berlino          | Berlino                 | Alte Försterei                 |

## Allenatori
| Club                   | Allenatore                                                      |
| ---------------------- | --------------------------------------------------------------- |
| Arminia Bielefeld      | Jeff Saibene                                                    |
| Bochum                 | Ismain Atalan (1ª-10ª) Jens Rasiejewski (11ª) Robin Dutt (12ª-) |
| Darmstadt              | Torsten Frings (1ª-17ª) Dirk Schuster (18ª-)                    |
| Dinamo Dresda          | Uwe Neuhaus                                                     |
| Duisburg               | Iliya Gruev                                                     |
| Eintracht Braunschweig | Torsten Lieberknecht                                            |
| Erzgebirge Aue         | Thomas Letsch (1ª-6ª) Hannes Drews (7ª-)                        |
| Fortuna Düsseldorf     | Friedhelm Funkel                                                |
| Greuther Fürth         | János Radoki (1ª-4ª) Damir Burić (5ª-)                          |
| Heidenheim             | Frank Schmidt                                                   |
| Holstein Kiel          | Markus Anfang                                                   |
| Ingolstadt 04          | Maik Walpurgis(1ª-2ª) Stefan Leitl (3ª-)                        |
| Jahn Ratisbona         | Achim Beierlorzer                                               |
| Kaiserslautern         | Norbert Meier (1ª-8ª) Manfred Padula (9ª) Jeff Strasser (10ª-)  |
| Norimberga             | Michael Köllner                                                 |
| Sandhausen             | Kenan Kocak                                                     |
| St. Pauli              | Olaf Janßen (1ª-15ª) Markus Kauczinski (16ª-)                   |
| Union Berlino          | Jens Keller (1ª-15ª) André Hofschneider (16ª-)                  |

### Squadre per Länder
| Land                             | N.º | Squadre                                                  |
| -------------------------------- | --- | -------------------------------------------------------- |
| Renania Settentrionale-Vestfalia | 4   | Arminia Bielefeld, Bochum, Duisburg e Fortuna Düsseldorf |
| Baviera                          | 4   | Jahn Regensburg, Greuther Fürth, Ingolstadt e Norimberga |
| Baden-Württemberg                | 2   | Heidenheim e Sandhausen                                  |
| Sassonia                         | 2   | Dinamo Dresda ed Erzgebirge Aue                          |
| Bassa Sassonia                   | 1   | Eintracht Braunschweig                                   |
| Berlino                          | 1   | Union Berlino                                            |
| Assia                            | 1   | Darmstadt                                                |
| Amburgo                          | 1   | St. Pauli                                                |
| Schleswig-Holstein               | 1   | Holstein Kiel                                            |
| Renania-Palatinato               | 1   | Kaiserslautern                                           |

## Classifica finale
|  | Pos. | Squadra                | Pt | G  | V  | N  | P  | GF | GS | DR  |
|  | ---- | ---------------------- | -- | -- | -- | -- | -- | -- | -- | --- |
|  | 1.   | Fortuna Düsseldorf     | 63 | 34 | 19 | 6  | 9  | 57 | 44 | +13 |
|  | 2.   | Norimberga             | 60 | 34 | 17 | 9  | 8  | 61 | 39 | +22 |
|  | 3.   | Holstein Kiel          | 56 | 34 | 14 | 14 | 6  | 71 | 44 | +17 |
|  | 4.   | Arminia Bielefeld      | 48 | 34 | 12 | 12 | 10 | 51 | 47 | +7  |
|  | 5.   | Jahn Ratisbona         | 48 | 34 | 14 | 6  | 14 | 53 | 53 | +0  |
|  | 6.   | Bochum                 | 48 | 34 | 13 | 9  | 12 | 37 | 40 | -3  |
|  | 7.   | Duisburg               | 48 | 34 | 13 | 9  | 12 | 52 | 56 | -4  |
|  | 8.   | Union Berlino          | 47 | 34 | 12 | 11 | 11 | 54 | 46 | +8  |
|  | 9.   | Ingolstadt 04          | 45 | 34 | 11 | 9  | 13 | 47 | 45 | +2  |
|  | 10.  | Darmstadt              | 43 | 34 | 10 | 13 | 11 | 47 | 45 | +2  |
|  | 11.  | Sandhausen             | 43 | 34 | 11 | 10 | 13 | 35 | 33 | +2  |
|  | 12.  | St. Pauli              | 43 | 34 | 11 | 10 | 13 | 35 | 48 | -13 |
|  | 13.  | Heidenheim             | 42 | 34 | 11 | 9  | 14 | 50 | 56 | -6  |
|  | 14.  | Dinamo Dresda          | 41 | 34 | 11 | 8  | 15 | 42 | 52 | -10 |
|  | 15.  | Greuther Fürth         | 40 | 34 | 10 | 10 | 14 | 37 | 48 | -11 |
|  | 16.  | Erzgebirge Aue         | 40 | 34 | 10 | 10 | 14 | 35 | 49 | -14 |
|  | 17.  | Eintracht Braunschweig | 39 | 34 | 8  | 15 | 11 | 37 | 43 | -6  |
|  | 18.  | Kaiserslautern         | 35 | 34 | 9  | 8  | 17 | 42 | 55 | -13 |

### Play off promozione
Allo spareggio sono ammesse la sedicesima classificata in Bundesliga e la terza classificata in 2. Fußball-Bundesliga.
|               | Risultati |               | Luogo e data              |
| ------------- | --------- | ------------- | ------------------------- |
| Wolfsburg     | 3-1       | Holstein Kiel | Wolfsburg, 17 maggio 2018 |
| Holstein Kiel | 0-1       | Wolfsburg     | Kiel, 21 maggio 2018      |
|               |           |               |                           |

### Play-out
Allo spareggio sono ammesse la sedicesima classificata in 2. Fußball-Bundesliga e la terza classificata in 3. Liga.
|                | Risultati |                | Luogo e data              |
| -------------- | --------- | -------------- | ------------------------- |
| Karlsruhe      | 0-0       | Erzgebirge Aue | Karlsruhe, 18 maggio 2018 |
| Erzgebirge Aue | 3-1       | Karlsruhe      | Aue, 22 maggio 2018       |
|                |           |                |                           |

## Statistiche

### Classifica marcatori
| Gol |  |  | Giocatore           | Squadra            |
| --- |  |  | ------------------- | ------------------ |
| 18  |  |  | Marvin Ducksch      | Holstein Kiel      |
| 14  |  |  | Steven Skrzybski    | Union Berlino      |
| 14  |  |  | Lukas Hinterseer    | Bochum             |
| 14  |  |  | Hanno Behrens       | Norimberga         |
| 13  |  |  | Andreas Voglsammer  | Arminia Bielefeld  |
| 13  |  |  | Rouwen Hennings     | Fortuna Düsseldorf |
| 12  |  |  | Mikael Ishak        | Norimberga         |
| 12  |  |  | Dominick Drexler    | Holstein Kiel      |
| 12  |  |  | Marco Grüttner      | Jahn Ratisbona     |
| 12  |  |  | Sebastian Polter    | Union Berlino      |
| 12  |  |  | Sebastian Andersson | Kaiserslautern     |